# بيرى بوريل ديل كاسو
بيرى بوريل ديل كاسو (بالإسبانية: Pere Borrell del Caso)‏ (1835-1910) رسام ومثّال إسباني كاتالاني اشتهر بلوحته «الهروب من النقد» (1874) وهي لوحة تستخدم تقنية الترمبلوي، كما تمزج بين الحيز الخيالي والحقيقي.
وُلد ديل كاسو في بويغثيردا وتوفي في برشلونة عام 1910.